# The Beatles' First
The Beatles' First è una compilation dei Beatles e di Tony Sheridan pubblicata nel 1964. Venne ripubblicato nel 1970 col titolo In The Beginning (Circa 1960).

## Storia
Tutte le tracce provengono dall'album My Bonnie. È stata la prima volta che in Inghilterra veniva pubblicato. È uscito per la prima volta in Germania nel 1964, pubblicato dalla Polydor Records tedesca. Tre anni dopo la Polydor inglese lo ha pubblicato in Inghilterra, poco tempo dopo la pubblicazione di Sgt. Pepper's Lonely Hearts Club Band. Nel 2004 è stato pubblicato come CD, anche in deluxe edition. La Deluxe Edition conteneva varie versioni dei brani, Let's Twist Again e Top Ten Twist suonate dal solo Tony Sheridan, e Ruby Baby, interpretata anche dai Beatles.

## Brani
Tutte le tracce sono cantate da Tony Sheridan, eccetto Ain't She Sweet, cantata da John Lennon ed il brano strumentale Cry for a Shadow, nelle quali Sheridan non suona. Tutte le tracce sono state interpretate da Tony Sheridan e i The Beat Brothers, come vennero accreditati allora i Beatles.

## Tracce
Lato A
1. Ain't She Sweet (Ager-Yellen) - 2:10
2. Cry for a Shadow (Harrison-Lennon) - 2:22
3. Let's Dance (Lee) - 2:32
4. My Bonnie (Tradizionale, arrangiato da Sheridan) - 2:06
5. Take Out Some Insurance On Me, Baby (Hall-Singleton) - 2:52
6. What'd I Say (Charles) - 2:37

Lato B
1. Sweet Georgia Brown (Bernie-Casey-Pinkard) - 2:03
2. The Saints (Tradizionale, arrangiato da Sheridan) - 3:19
3. Run Baby (Leiber-Stoller) - 2:48
4. Way (Compton-Sheridan) - 2:55
5. Nobody's Child (Coben-Foree) - 3:52
6. Ya Ya (Dorsey-Robinson) - 2:48

## Formazione
- Tony Sheridan: voce, chitarra solista
- John Lennon: cori, chitarra ritmica, voce a Ain't She Sweet, urla a Cry for a Shadow
- Paul McCartney: cori, basso elettrico
- George Harrison: cori, chitarra ritmica, chitarra solista a Cry for a Shadow
- Pete Best: batteria[1]